# Stazione di Zurigo Centrale
La stazione di Zurigo Centrale (propriamente stazione principale; in tedesco Zürich Hauptbahnhof, abbreviato in Zürich HB; fino al 1893 stazione di Zurigo, in tedesco Bahnhof Zürich) è un nodo ferroviario per i treni provenienti dalla Svizzera e dai paesi confinanti Germania, Italia, Austria e Francia. Con oltre 2915 viaggi in treno al giorno, è una delle stazioni più frequentate al mondo. Circa 419 600 passeggeri (al 2023) utilizzano la stazione centrale di Zurigo ogni giorno lavorativo. Come capolinea della prima linea ferroviaria svizzera, la "Spanisch-Brötli-Bahn", la stazione centrale di Zurigo è anche una delle più antiche stazioni ferroviarie svizzere. La stazione è composta da una stazione di capolinea fuori terra, una stazione di capolinea sotterraneo e due stazioni di transito sotterraneo.

## Storia
Nel febbraio 1846 le autorità cittadine di Zurigo cedettero, gratuitamente, alla costituenda Schweizerische Nordbahn (SNB) un terreno di 11000 metri quadrati posto nella parte meridionale del campo militare (Schützenplatz) affinché vi potesse attestare la ferrovia Zurigo-Baden che progettava di costruire.

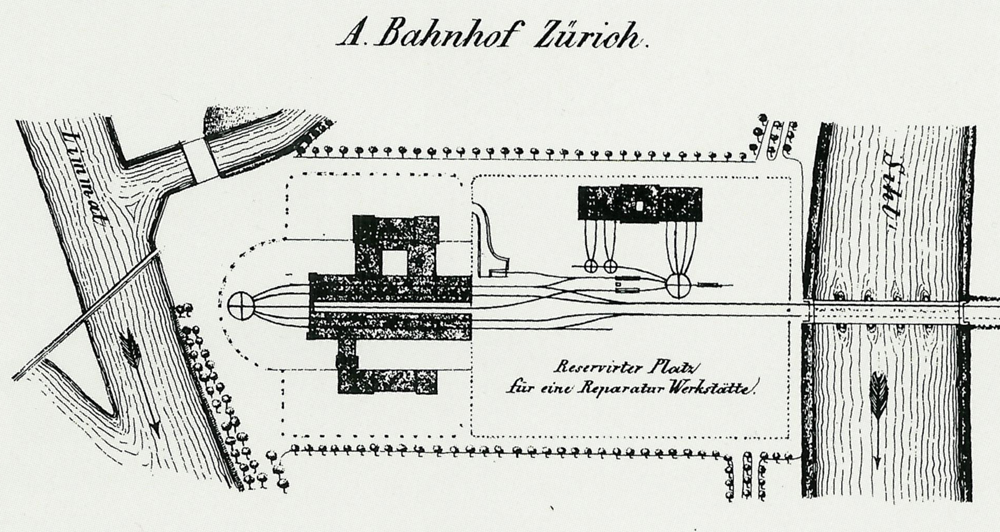
Piano della stazione di Zurigo nel 1847

La stazione, progettata nelle sue parti principali dall'architetto Gustav Albert Wegmann, venne inaugurata il 7 agosto 1847. L'impianto constava di due tettoie a due binari, l'una per i treni in partenza e l'altra per quelli in arrivo; tra di esse trovava posto un binario di servizio. Non si trattava di una stazione di testa propriamente detta visto che il fabbricato viaggiatori si trovava sul lato sud del fascio binari, i quali andavano a convergere verso una piattaforma girevole.
Il boom che fece seguito all'adozione da parte del Parlamento federale della Legge federale sulle ferrovie nel 1852 rese evidente la necessità di un ampliamento della stazione (la quale nel 1853 era passata alla Schweizerische Nordostbahn (NOB) che nel giugno 1856 la collegava a Romanshorn, attraverso la galleria di Wipkingen e la stazione di Oerlikon, nel 1857 a Sciaffusa e nel 1858 ad Aarau, permettendo la connessione con la rete della Schweizerische Centralbahn (SCB), nonché a Waldshut via Koblenz). L'ufficio tecnico della NOB elaborò diverse varianti per uno spostamento della stazione in una posizione più favorevole rispetto alle attività commerciali cittadine e alla navigazione lacustre; il Consiglio d'amministrazione decise tuttavia, sulla base di una perizia che prediceva il declino del trasporto merci sul lago e lo sviluppo dei traffici sull'asse est-ovest, di mantenere l'impianto nella posizione del 1847. In seguito a questa decisione di principio la NOB edificò già negli anni 1856-1858 sul sedime a sud del fascio binari sulla sponda sinistra della Sihl la propria officina principale; nella stessa zona trovarono posto edifici a carattere amministrativo e impianti per il traffico merci.

Uno dei piani presentati nel 1865 alla Direzione della NOB da J. F. Wanner.

 Frattanto la NOB bandiva un concorso, al quale invitava tre architetti zurighesi oltre al germanico Gottfried Semper, per il progetto di una nuova stazione viaggiatori che doveva comprendere una tettoia capace di coprire, senza sostegni intermedi, sei binari; tuttavia, nessuno dei progetti consegnati nel maggio 1861 venne reputato valido dalla Direzione della NOB la quale li trasmise nondimeno per studio al proprio capo-architetto Jakob Friedrich Wanner. Questi elaborò un nuovo progetto che nel 1865 ottenne l'approvazione sia della Direzione della NOB che delle autorità cittadine. Nell'ottobre dello stesso anno cominciarono i lavori di costruzione; nell'estate del 1867, trasferite le attività in edifici provvisori, vennero smantellati il vecchio fabbricato viaggiatori e le tettoie. L'inaugurazione formale della nuova stazione avvenne il 15 ottobre 1871.
Già dopo pochi anni la NOB cominciò a riflettere su come aumentare la capacità della stazione, in maniera tale da poter accogliere i treni delle nuove linee per le quali (non da ultimo in concorrenza con la Schweizerische Nationalbahn) aveva richiesto la concessione; un primo progetto di ampliamento venne presentato nel 1874, ma non poté essere realizzato per mancanza di soldi (la NOB otterrà peraltro nel 1877, da parte del Consiglio federale, l'autorizzazione a sospendere fino al 1885 tutti i lavori di costruzione di nuove linee ferroviarie, in modo tale da evitare il fallimento della Compagnia).

La stazione di Zurigo con i viadotti di Aussersihl: in basso la linea per Oerlikon, in alto quella per Letten e Rapperswil; ancora visibili sono i resti del vecchio rilevato della linea per Oerlikon.

Alla fine degli anni ottanta le Autorità costrinsero la NOB, essendo scaduta la moratoria concessa nel 1877, a riprendere alcuni dei lavori di costruzione lasciati in sospeso: le principali ripercussioni sugli impianti della stazione vennero dal completamento della ferrovia lungo la sponda destra del Lago di Zurigo (Zurigo-Meilen-Rapperswil) e dalla costruzione, tra il 1892 e il 1894, dei viadotti di Aussersihl, i quali permettevano da una parte l'entrata in stazione della linea anzidetta, proveniente dalla stazione di Letten, e, d'altra parte, di rendere meno acclive la salita in direzione di Oerlikon, che fino a quel momento richiedeva sovente l'aggiunta ai treni di una locomotiva di rinforzo; non da ultimo la costruzione in viadotto permetteva anche un maggiore sviluppo della città sui sedimi sottostanti.
Prospettandosi il riscatto delle ferrovie da parte della Confederazione, le Compagnie private, tra le quali la NOB, risultavano poco inclini ad effettuare investimenti nei loro impianti; anche per l'ampliamento di quella che nel 1893, con l'estensione della giurisdizione comunale, era diventata la Hauptbahnhof (stazione principale) tigurina la NOB richiese e ottenne nel 1896 dal Consiglio federale di potersi limitare ad una soluzione provvisoria (sulla stessa area, giacché il contratto di cessione dei terreni alla SNB del 1846 ne impediva la vendita a carattere speculativo). Gli impianti di smistamento vennero quindi ampliati, in maniera poco razionale ma economica, in larghezza anziché in lunghezza; si rinunciò inoltre alla posa di qualsivoglia binario che potesse migliorare le condizioni dell'esercizio (con l'eccezione del collegamento, realizzabile con poca spesa, tra la linea della sponda destra del Lago di Zurigo e lo scalo merci, il quale permetteva l'istradamento di treni diretti da Berna o Basilea in direzione di Sargans senza passare per la stazione di testa).
Nel 1897 venne completata la costruzione dei nuovi magazzini merci, che permettevano di smantellare quelli ubicati a ridosso del fabbricato viaggiatori e che ne ostacolavano l'ampliamento. Ultima costruzione terminata, nel 1899, dalla NOB prima della statalizzazione fu il deposito locomotive F, incastrato tra il rilevato conducente ai viadotti di Aussersihl e i binari esterni dello scalo di smistamento.

La stazione dopo i lavori di ampliamento degli anni 1897-1902, ben visibile il prolungamento verso occidente dei marciapiedi.

A partire dal 1897 la NOB poté quindi intraprendere, in due tappe, i lavori di estensione degli impianti dedicati al traffico viaggiatori, che dovevano ormai accogliere anche il flusso di passeggeri da e per la ferrovia del San Gottardo: i binari sotto alla tettoia vennero accorciati fino all'altezza della Bahnhofstrasse, prolungandoli d'altra parte oltre la Sihl, permettendo la costruzione di un marciapiede di testa perpendicolare al loro asse e lo spostamento dell'accesso principale sul lato del fabbricato costeggiante la Limmat. A nord della tettoia vennero inoltre attestati quattro binari supplementari; in testa a questi venne edificata l'ala nord-orientale della stazione, dedicata al servizio postale, comprendente una corte coperta. I lavori si conclusero nel 1902, allorché era già avvenuto il riscatto della NOB da parte della Confederazione; nel 1904 le Ferrovie Federali Svizzere (FFS) integrarono l'impianto con un undicesimo binario per il servizio viaggiatori.
Nel 1924 le FFS presentarono un concetto di ulteriore ampliamento della stazione in cinque tappe, le quali avrebbero dovuto iniziare da un ampliamento tramite strutture provvisorie delle capacità per il traffico passeggeri per poi culminare nella quinta tappa, con l'edificazione di un nuovo fabbricato viaggiatori, la scelta della tipologia del quale (così come della stazione in generale; nella fattispecie se di testa o passante, sopraelevata o meno) non avrebbe dovuto essere influenzata dalle prime quattro fasi.
In seguito alla rielaborazione del progetto iniziale per la prima fase, giudicato da più parti come eccessivamente provvisorio, le FFS provvidero alla realizzazione dell'ampliamento che richiese da una parte un'ulteriore retrocessione verso occidente del termine dei binari e, d'altra parte, l'accorciamento di 37 metri dell'edificio progettato da Wanner. Per guadagnare spazio si rese inoltre necessario lo spostamento dello scalo per le materie grezze e della vecchia rimessa locomotive, la quale venne sostituita dal deposito G, terminato nel 1927.

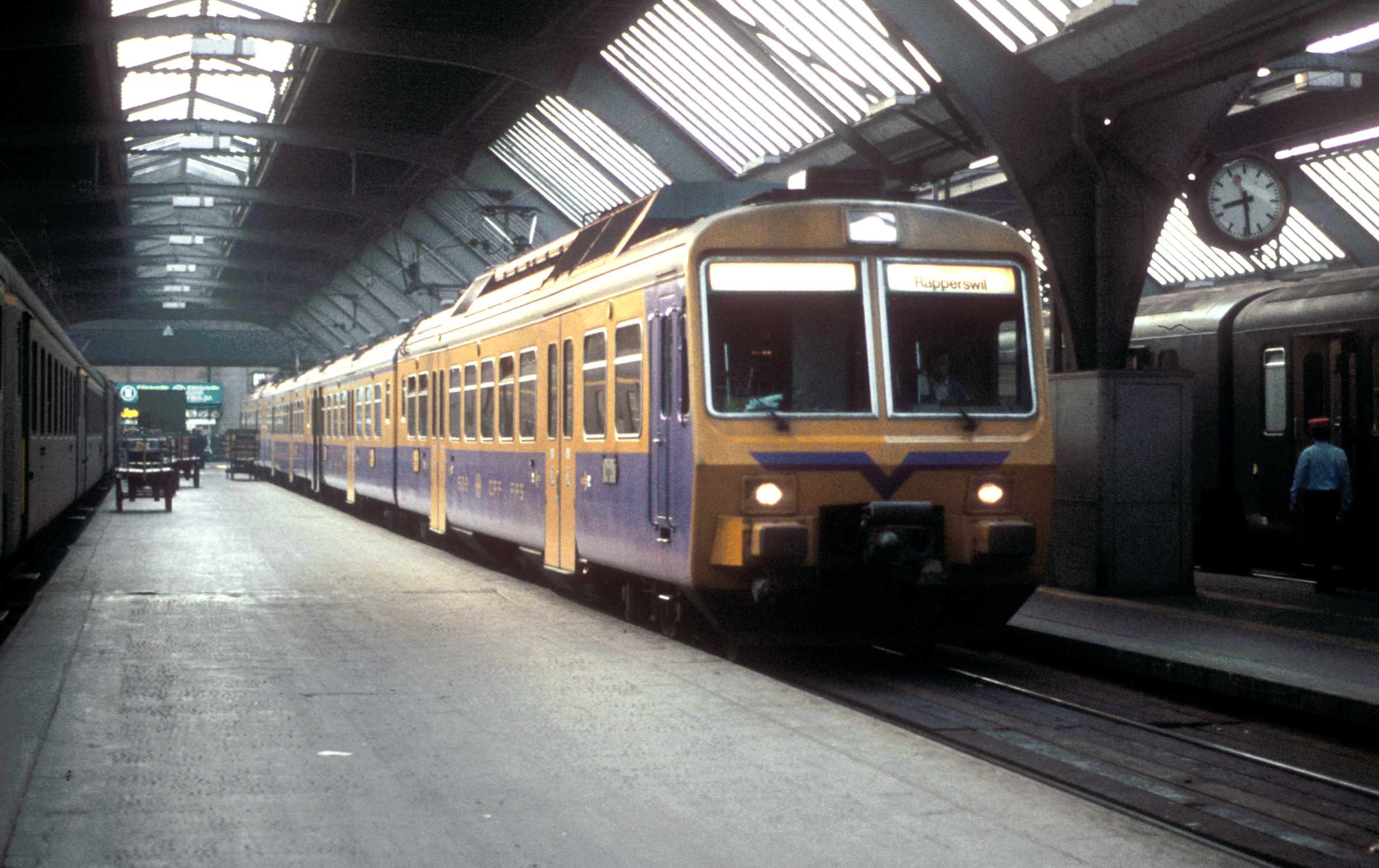
Un elettrotreno RABDe 8/16 in sosta, nel 1978, sotto alle tettoie del 1930; la stazione è ancora dotata dei marciapiedi per il servizio bagagli.

Il nuovo marciapiede di testa e le tettoie ospitanti 16 binari (solo uno dei quali terminava in posizione arretrata) vennero edificati negli anni 1929/1930; si prevedeva allora che sarebbero dovuti durare circa vent'anni, per essere in seguito rimpiazzati da una stazione costruita ex-novo. Lo spazio precedentemente occupato dai binari sotto alla tettoia ottocentesca venne utilizzato per costruire un padiglione dedicato al servizio di spedizione dei bagagli; questi ed altri lavori di adattamento del vecchio fabbricato (invero piuttosto minimi) vennero terminati nel 1933. A conclusione della prima tappa dei lavori di ampliamento, nel settembre 1936 vennero attivate la nuova cabina centrale di manovra (ubicata su un ponte) e quattro cabine periferiche ad essa subordinate.
Contestualmente all'edificazione, operata in comune tra la Regia federale delle PTT e le FFS, della Sihlpost (ai piani superiori della quale traslocò la Direzione del III Circondario delle FFS, in precedenza ospitata all'interno della stazione principale), avvenuta tra il 1927 e il 1929, si poté attivare, nel 1930, una nuova stazione postale a sette binari.
Mentre anche nel secondo dopoguerra continuavano a susseguirsi i progetti inerenti al nodo ferroviario tigurino (gli aspetti migliori dei quali, in particolare quelli emersi da una perizia di Edmund Frohne, nel 1954 vennero condensati in un unico concetto che sarebbe poi stato in gran parte realizzato, ancorché a tappe e durante più decenni entro il 1981, anno dell'inaugurazione dello scalo merci della Limmattal), si aprì un nuovo fronte sul lato del collegamento della stazione al trasporto pubblico locale, che all'epoca si ipotizzava di articolare su una ferrovia (tranvia) interrata (Tiefbahn) o su una rete di metropolitane. Bocciata nel 1962 in votazione popolare la prima, le attenzioni si concentrarono sulla seconda. Essa avrebbe dovuto costituire l'intermedio di tre livelli dell'organizzazione del trasporto pubblico, il primo essendo curato dalle FFS e il terzo essendo assicurato dagli autobus urbani e dalla rete tranviaria superstite. In occasione dell'interramento dei flussi pedonali della Bahnhofplatz, tra il 1965 e il 1970, si colse l'occasione per effettuare degli investimenti in vista della costruzione della metropolitana. Contemporaneamente, nel 1968, le FFS avevano attivato un embrionale servizio di tipo S-Bahn lungo la linea della sponda destra del Lago; nella mente dei pianificatori la rete della S-Bahn, il cuore della quale avrebbe dovuto essere costituito da una galleria sotto allo Zürichberg, avrebbe dovuto usufruire (unitamente alla Sihltalbahn) di una stazione passante a quattro binari, estensione di quella della quale si vagheggiava sin dagli anni quaranta e che avrebbe dovuto servire unicamente la linea di Rapperswil. Anche questo pacchetto, dopo una campagna elettorale nella quale gli argomenti pro o contro la metropolitana avevano monopolizzato l'attenzione, venne bocciato, il 20 maggio 1973, dai cittadini del Canton Zurigo.
Sul piano delle infrastrutture ferroviarie, a partire dal 1960 vennero modernizzati i sistemi di comando, con l'installazione di un apparato centrale elettrico, attivato a tappe tra il 1963 e il 1966 ed ubicato in edificio appositamente costruito tra il fascio principale e la stazione postale.
Superato indenne, non da ultimo grazie alla bocciatura della metropolitana, un concorso d'idee per l'edificazione di un nuovo fabbricato viaggiatori, la costruzione di Wanner, ormai prossima ad essere considerata almeno parzialmente monumento storico, venne sottoposta, a partire dal 1976, ad approfonditi lavori di restauro.

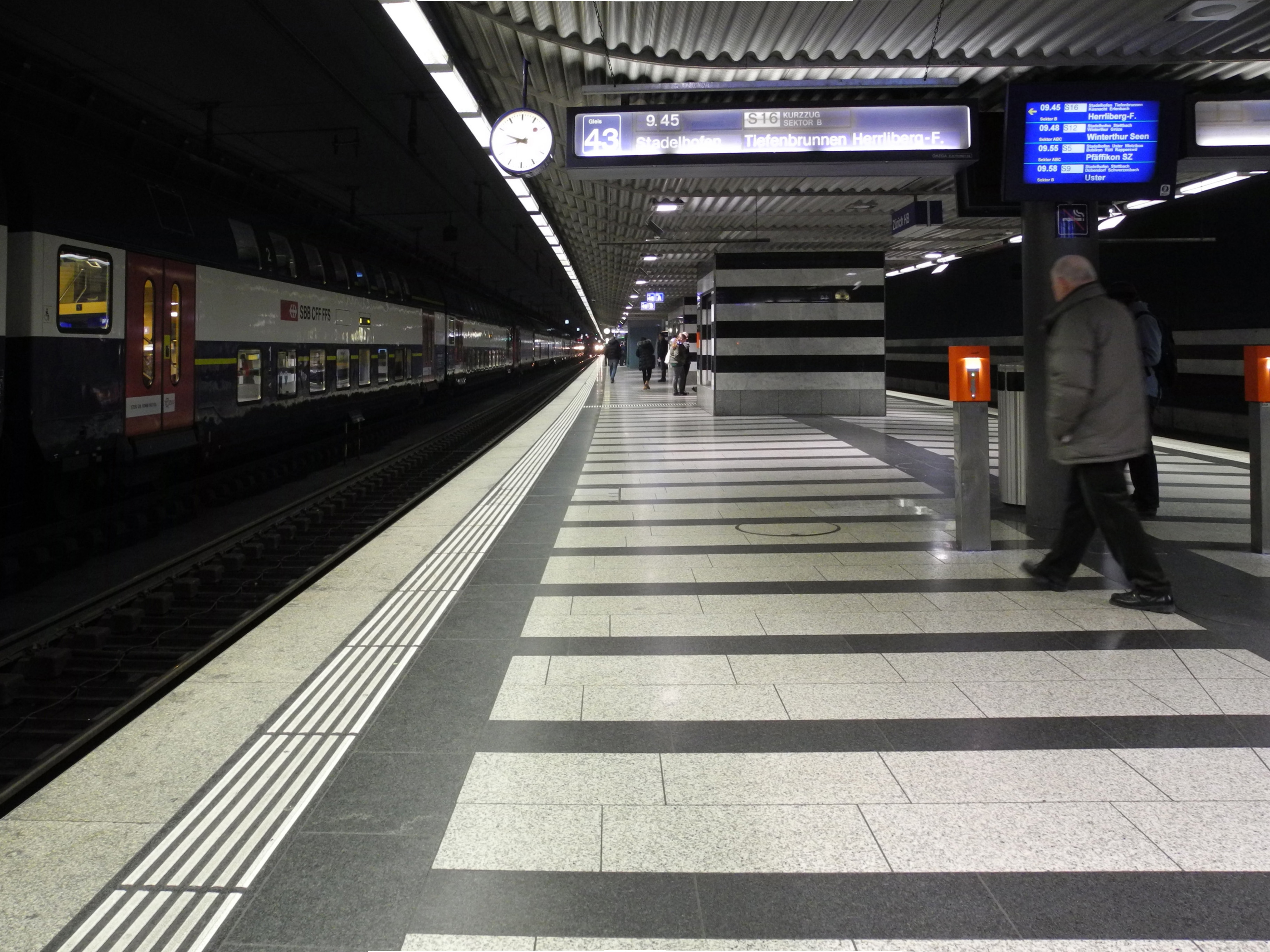
Marciapiede del binario 43 (già 23) nel 2014.

A partire dal 1981, inoltre, il fabbricato si trovò ad essere integrato nei lavori di pianificazione in vista della costruzione della S-Bahn. Le operazioni di restauro culminarono con la vuotatura, grazie all'edificazione di ulteriori provvisori, degli spazi sottostanti la tettoia del 1871. Sotto di questi vennero scavate gallerie commerciali, inaugurate nel 1992, le quali dovevano dare accesso alla cosiddetta stazione della Museumstrasse (binari 21-24, poi 41-44), edificata tra il 1984 e il 1990. Contemporaneamente ai lavori nel sottosuolo, sotto alla tettoia del 1930 vennero da un lato soppressi i marciapiedi per il servizio bagagli e, d'altro lato, allargati quelli per i viaggiatori, i quali, oltre ad essere rialzati a 55 cm, si trovavano inoltre ad ospitare degli ascensori per garantire la salita e la discesa dei carrelli per i bagagli dal centro di smistamento sotterraneo; per fare ciò si rese necessaria la traslazione e, in parte, la sostituzione dei ponti sulla Sihl. Inoltre fu possibile istituire un ulteriore binario 0 (poi 3) sul lato sud e prolungare fino al marciapiede di testa il binario 16 (poi 18).

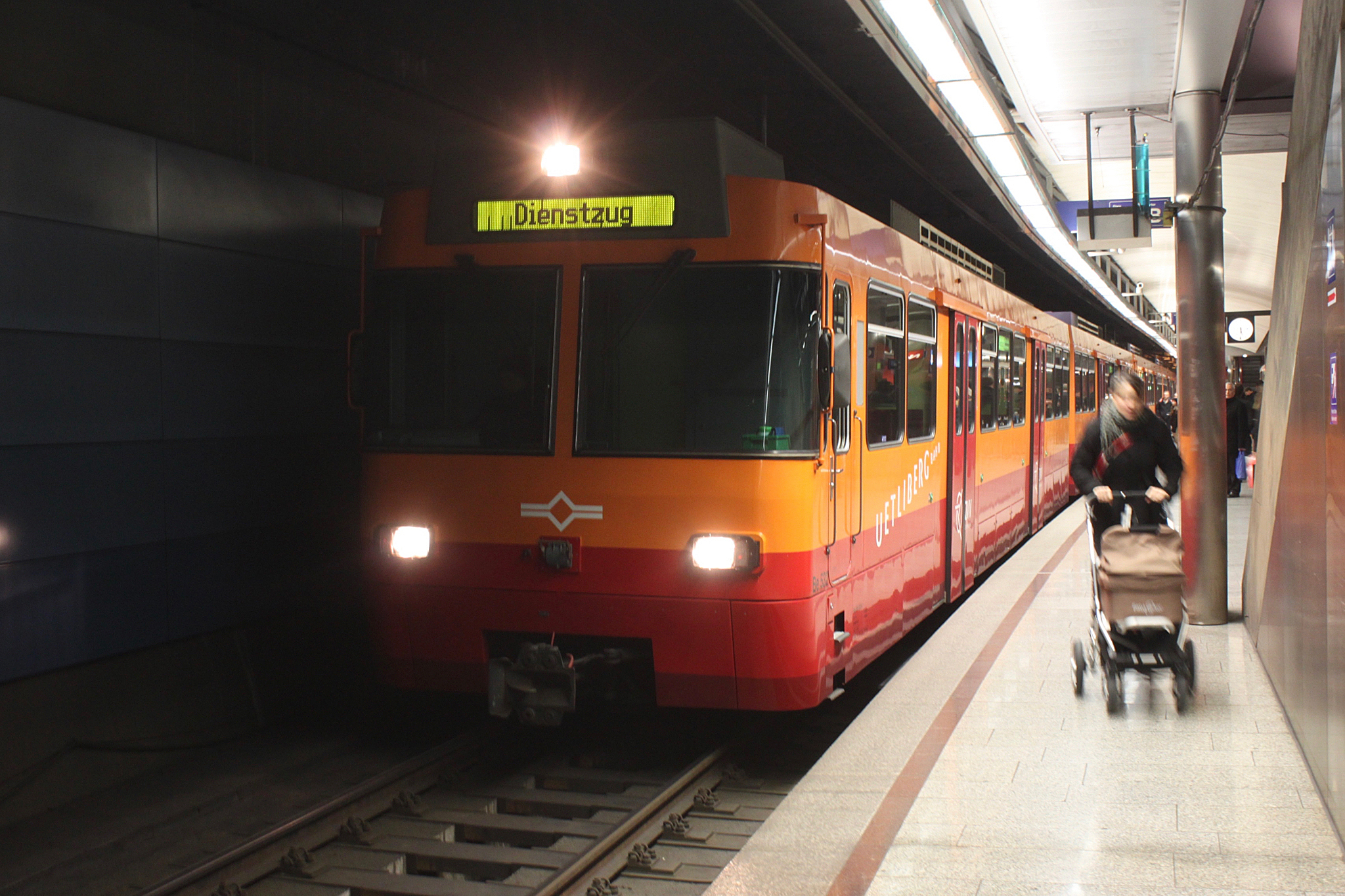
Elettrotreno Be 556 532 della ferrovia dell'Uetliberg in sosta sull'allora binario 2 nel gennaio 2013.

Tra il 1986 e il 1990 venne realizzato l'accesso della ferrovia Sihltal-Zürich-Uetliberg (SZU) alla stazione principale, per il quale si poté far capo anche ai "pre-investimenti" effettuati due decenni prima in vista della costruzione della metropolitana; le FFS attribuirono ai binari della compagnia privata, inaugurati circa un mese prima della S-Bahn, i numeri 1 e 2 (in seguito 21 e 22).
A complemento delle opere inerenti alla S-Bahn, nel 1996 venne inaugurata la nuova ala nord della stazione, la quale ospita vari servizi e degli esercizi pubblici.
In tempo per il cento cinquantesimo anniversario della ferrovia Zurigo-Baden vennero completate le tettoie sopra ai binari 3 e 18, che aprivano la stazione verso la città, le quali comportarono la distruzione delle facciate della tettoia trasversale del 1930.
Tra la stazione e la Sihlpost, nel 2002 venne attivato un impianto provvisorio dotato di quattro binari (51-54) per sgravare i binari 3-18. Venne smantellato nel 2014 a seguito dell'attivazione parziale della linea cosiddetta diametrale (Durchmesserlinie) e della cosiddetta stazione della Löwenstrasse (binari 31-34), ufficialmente in costruzione dal 2007.

## Strutture e impianti
La stazione è dotata di sedici binari tronchi in superficie (numerati 3-18) e due (utilizzati dalla SZU, 21-22) interrati nonché di due volte quattro binari passanti sotterranei (31-34 e 41-44) tutti adibiti al servizio viaggiatori.

### Stazione in superficie (binari 3–18)
I 16 binari tronchi in superficie si trovano su sette banchine centrali e due laterali, ciascuno lungo 420 metri. Sin dall'inizi la stazione centrale di Zurigo ha sempre sofferto la carenza di spazio e tra il 1897 e il 1902 vennero prolungati verso occidente i marciapiedi. Nel 1929/30 venne realizzata una struttura in acciaio lunga 294 metri e larga 108 metri che consiste in sei tettoie in acciaio e vetro lunghe 17,8 metri ciascuna che presentano fasce continue di lucernario, una sulla linea di colmo e due sui lati.
I binari erano inizialmente numerati da 1 a 16. Nell'ambito dell'apertura parziale della stazione di Museumstrasse il 28 maggio 1989, sono stati rinumerati da 3 a 18. Dai binari in superficie partono i treni Intercity e InterRegio per la maggior parte diretti verso le regioni della Svizzera, e treni internazionali come EuroCity, TGV, ICE, Railjet e ÖBB Nightjet; inoltre, partono quattro linee della S-Bahn, due linee regolari della Linksufrige Zürichseebahn e due linee di soccorso nelle ore di punta.

### Stazione SZU (binari 21-22)
I binari 21 e 22 per i treni della Sihltal Zürich Uetliberg Bahn (SZU) si trovano in una stazione terminale 11,60 m sotto il piazzale della stazione a sud dell'atrio della stazione. La stazione della metropolitana a doppio binario, inaugurata nel 1990, presenta una banchina intermedia lunga 125 metri, a cui si accede da due ingressi ed è leggermente curva all'estremità ovest. Da qui partono due linee della S-Bahn: la Sihltalbahn, nota come S4, via Adliswil fino a Langnau am Albis, con alcune corse prolungate fino a Sihlwald, e la Uetlibergbahn (S10) fino all'Uetliberg, la montagna locale di Zurigo. Le due linee viaggiano dalla stazione centrale attraverso un tunnel artificiale lungo 1592 metri, che corre principalmente sotto il Sihl, prima di separarsi a Giesshübel.
All'inizio i binari erano numerati 1 e 2, ma successivamente hanno ricevuto i numeri odierni. Per aumentare la capacità della stazione della metropolitana è previsto, entro il 2023, un terzo accesso. ] Nel gennaio 2019 è stata presentata per la prima volta l'idea di prolungare il tunnel SZU dalla stazione centrale all'Università di Zurigo.

### Stazione Löwenstrasse (binari 31–34)
La stazione della metropolitana di Löwenstrasse, inaugurata nel giugno 2014, si estende per 15,40 metri sotto la parte meridionale dell'edificio e comprende quattro binari su due marciapiedi centrali, lunghi 420 metri e larghi e 13,5 metri. La stazione della metropolitana fa parte della Durchmesserlinie Altstetten–Zürich HB–Oerlikon, il cui cuore è il tunnel Weinberg lungo 4,8 km fino alla stazione di Zurigo Oerlikon nel nord della città. Oltre a diverse linee della S-Bahn di Zurigo da ottobre 2015 numerosi treni a lunga percorrenza fermano anche sull'asse ovest-est e questo ha in gran parte eliminato le manovre di regresso che i treni dovevano effettuare nella stazione terminale di superficie. La stazione di transito ha creato riserve di capacità sufficienti per assorbire il previsto aumento del traffico nei prossimi decenni.
Rispetto alla stazione Museumstrasse, che ha 25 anni in più, la stazione Löwenstrasse ha binari più larghi e più scale. Invece di ghiaia, le rotaie sono posate su blocchi di traversine delle dimensioni di una scatola da scarpe, simili a gomma incastonati nel cemento. Questo sistema, chiamato Low Vibration Track, protegge l'ambiente da vibrazioni e rumore.

### Stazione Museumstrasse (binari 41–44)
La stazione della metropolitana di Museumstrasse si trova 13,60 metri sotto Museumstrasse, tra il lato nord della stazione principale e il Museo nazionale. La stazione è dotata di quattro binari con due marciapiedi centrali lunghi 360 metri e larghi 10 metri. La stazione è servita esclusivamente dalle linee della S-Bahn ed è lo snodo più importante per il trasporto ferroviario locale. La linea ferroviaria corre in direzione sud-est nel tunnel Hirschengraben sotto la Limmat e il centro storico fino alla stazione di Stadelhofen, dove si collega alla Rechtsufrige Zürichseebahn per Rapperswil,e attraverso il tunnel Zürichberg fino all'Oberland zurighesee verso Winterthur. La stazione della metropolitana è stata aperta per la prima volta nel maggio 1989 per i treni regionali per Rapperswil e Bülach, dodici mesi prima che entrasse in funzione la S-Bahn di Zurigo. Oltre ai treni della S-Bahn, dal 1999 al 2002 dalla stazione di Museumstrasse sono partiti anche i treni InterCityExpress per Stoccarda che non venivano istradati come al solito via Bülach, ma via Winterthur, evitando in questo modo l'inversione di marcia.
Dall'apertura fino a maggio 2012, i binari erano numerati da 21 a 24, quando sono stati rinumerati da 41 a 44 dopo l'apertura della stazione Löwenstrasse con i binari da 31 a 34, ed indica che i binari sono ora allineati da sud a nord. La modifica è stata controversa a causa del costo elevato compresa la sostituzione di tutti i pannelli informativi.

## Movimento

### Collegamenti internazionali
La stazione principale di Zurigo è servita da treni per tutti i più importanti Paesi confinanti con la Confederazione.

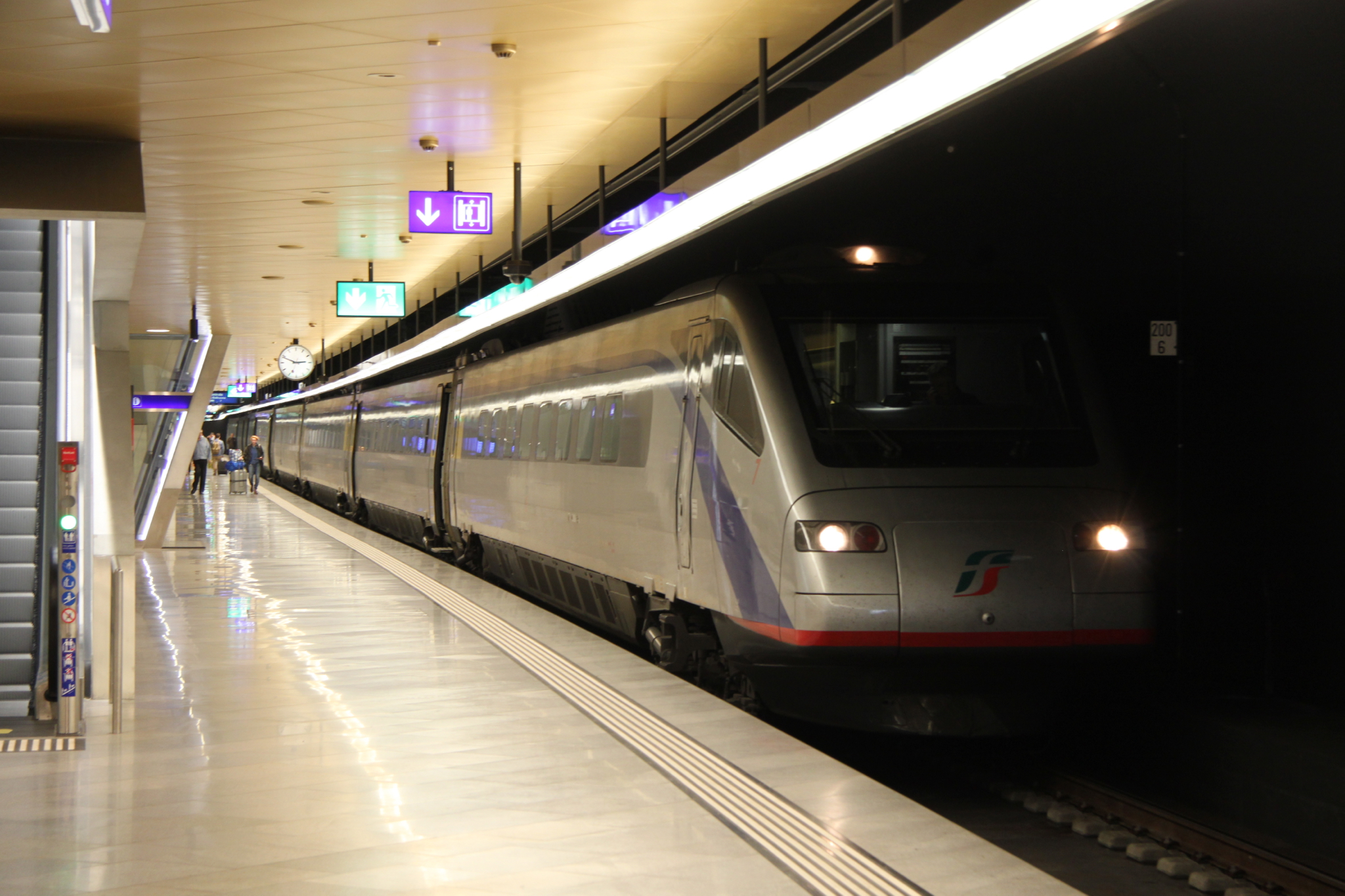
EuroCity per Milano C.le espletato da un'elettrotreno ETR 470 in attesa di partire dal binario 31 della stazione Löwenstrasse nell'aprile 2015.

I collegamenti con l'Austria sono assicurati da una coppia di EuroNight (EN) per Wien Hbf (con carrozze dirette da e per Budapest Keleti pu. e Praha hl.n.), una coppia di EN per Graz Hbf (con carrozze dirette da e per Zagreb GK), una coppia di EuroCity (Transalpin) per Graz Hbf nonché da sei coppie di Railjet (RJ) da e per Wien Hbf (salvo una coppia limitata a Innsbruck Hbf e una prolungata verso Budapest Keleti pu.).
I collegamenti con la Francia vengono garantiti da quattro coppie (più una periodica) di TGV da e per Paris-Gare-de-Lyon.
Attraverso il valico di Basel SBB i collegamenti con la Germania sono assicurati da una coppia di CityNightLine (CNL) da e per Hamburg-Altona (con carrozze dirette da e per Amsterdam CS), una coppia di CNL da Berlin-Gesundbrunnen e per Berlin-Lichtenberg (con prolungamento stagionale da e per Ostseebad Binz e carrozze dirette da e per Praha hl.n.), una coppia di EC da e per Hamburg-Altona e sette coppie di InterCityExpress (ICE), caratterizzati da periodicità difficilmente sintetizzabili ma in gran parte in servizio da e per Hamburg Hbf (altre destinazioni servite dagli ICE sono Kiel Hbf e, periodicamente, Berlin Ostbahnhof; in certi casi gli ICE originano da, rispettivamente proseguono per, Chur).
Sette coppie di InterCity (IC), una delle quali periodica, garantiscono i collegamenti tra Zurigo e Stuttgart Hbf attraverso il valico di Schaffhausen.
La relazione con la stazione di München Hbf, la quale serve anche la città austriaca di Bregenz, attraverso il valico di Sankt Margrethen è assicurata da quattro coppie (una e mezza delle quali periodica) di EC; due di queste originano a Basel SBB mentre una vi termina la corsa.
I collegamenti con l'Italia attraverso il valico di Chiasso sono garantiti da sette coppie di EC da e per Milano C.le.

### Collegamenti interni a lunga percorrenza
La stazione è raggiunta, rispettivamente attraversata, da molteplici servizi InterCity delle FFS. Sulla trasversale est-ovest è servita, in regime di cadenzamento orario, dagli InterCity Romanshorn-Brig (e viceversa) e St. Gallen-Genève-Aéroport (e viceversa, via Bern) nonché dagli InterCity-pendolari St. Gallen-Lausanne (e viceversa, via Neuchâtel. Da Zurigo origina inoltre il servizio InterCity-pendolare che la collega, ogni ora, con Genève-Aéroport via Neuchâtel. Sull'asse nord-sud la stazione è servita, con cadenzamento orario, dagli InterCity Basel SBB-Chur (e viceversa, dei quali tuttavia solo uno su due è passante); con cadenzamento bi-orario (imperfetto) è servita dagli InterCity-pendolari da e per Lugano (in parte Chiasso). Gli InterCityExpress da e per Chur menzionati al capitolo precedente sono inoltre integrati da convogli InterCity in modo tale da offrire un ulteriore cadenzamento bi-orario nei collegamenti con il capoluogo retico; verso Basel SBB l'integrazione è tale da offrire un cadenzamento orario.

### Collegamenti vicinali
Cuore della rete celere di Zurigo sono i binari della cosiddetta stazione Museumstrasse (41-44); essi sono serviti dalle linee S3, S5, S6, S7, S9, S12, S15 e S16 nonché, periodicamente, dalle linee S11 e S23.
Ai binari posti sotto la tettoia del 1930 (3-18) fanno capo le linee S24 e S25 e, periodicamente, S21 e S42.
Le linee S2, S8, S14 e S19 servono i binari 31-34 della cosiddetta stazione Löwenstrasse.
I binari 21 e 22 della stazione della SZU sono serviti dalle linee S4 e S10 gestite dalla stessa compagnia.

## Servizi
Le banchine dei binari 3-18 sono collegate, oltre che dal marciapiede di testa, da sottopassaggi muniti di scale mobili e/o ascensori.
- Biglietteria a sportello
- Biglietteria automatica
- Sala d'attesa
- Servizio bagagli con personale
- Deposito bagagli automatico
- Ufficio oggetti smarriti
- Servizi igienici

- Posto di Polizia cantonale
- Ufficio informazioni turistiche
- Bar
- Ristorante
- Supermercato
- Negozi